# Круг (галерея, Кырджали)
Художественная галерея «Круг» (болг. Арт-галерия „Кръг“) — выставочное помещение в Кырджали, городе на юге Болгарии, одна из трёх галерей города. Работает с местными молодыми художниками с 2002 года, также используется как площадка проведения культурных мероприятий и гостевых выставок в сотрудничестве с администрацией города.
В галерее собран фонд из 180 произведений современных болгарских и иностранных авторов, по большей части дарения авторов, участвовавших в культурных событиях движения «Круг» в с. Дыждовница. Галерея работает и как молодёжный культурный клуб, проводит дебаты, литературные встречи. В галерее представлены артефакты и картины, созданные по нарративам местного фольклора региона Восточных Родоп.
Администрация города развивает тему толерантности, дружбы народов как одной из узнаваемых черт Кырджали. В рамках этого направления в галерее «Круг» прошла акция, приуроченная к 21 февраля, Международному дню родного языка — были представлены работы на 21 языке, в том числе на важнейших для города болгарском и турецком. Галерия также участвует в инициативе мэрии «Места мультикультурной памяти Кырджали»: в рамках этой инициативы в мае 2017 года прошла выставка болгарского Еврейского исторического музея. Музей работает при Софийской синагоге и является развитием экспозиции «Спасение болгарских евреев 1941-45» (болг. Спасяването на българските евреи 1941—1944 г.), действовавшей до 1990 года. На открытии выставки заместитель кмета (мэра) Кырджали по образованию и культуре Веселина Тихомирова напомнила, что в 1924 г. была построена синагога и в Кырджали, но в 1960-е здание сгорело и не было восстановлено. В 2010 г. на месте старой синагоги установлен памятный знак.
Директор галереи Радост Николаева много лет собирает воспоминания турецких семей в регионе, в том числе вынужденных уехать на чужбину в ходе возродительного процесса (политики болгаризации в поздней БНР). В 2016 году она провела лекцию в мечети Кырджали: «Османская архитектурная традиция в Болгарии: мусульманские и иудаистские храмы». В своих интервью она рассказывает, каким она представляет диалог культур:
|                                                      | Аз не съм привърженик на говоренето за толерантността, тя не е достатъчна. Толерантността е просто един вид културна учтивост, даже културна дистанцираност и безразличност. Въпросът е как да насърчиш всички участници да ползват мултикултурните ресурси, за да създават нов тип култура и гражданско самосъзнание. Така както става в други градове, като Одрин и Палермо. Бих искала Кърджали да прилича на тези места, защото той носи средиземноморски дух. |  | Я не приверженница разговоров о толерантности, её не достаточно. Толерантность — просто вид культурной учтивости, даже отстранённости и безразличия. Вопрос в том, как вовлечь всех участников в использование ресурсов мультикультурности, чтобы создавать культуру и гражданственность нового типа. Как это происходит в других городах, вроде Эдирне или Палермо. Я бы хотела, чтобы Кырджали был похож на эти места, потому что в нём есть средиземноморский дух. |  |
| Радост Николаева, директор галереи «Круг» (Кырджали) | |  | |  |

В октябре 2018 года (ко дню города 21 октября) в галерее открылась фотовыставка о ходе реставрации «Железной церкви» — болгарской церкви Святого Стефана в Стамбуле. Выполненная из чугунных элементов сборная церковь на берегу Золотого Рога имеет большое значение для болгар, в ней была провозглашена автокефалия болгарской церкви (см. греко-болгарская схизма). Выставка начала своё путешествие по городам Болгарии с Кырджали. На открытии присутствовал мэр города Кырджали Хасан Азис, архитектор Фикрие Бунумаз, руководившая реставрационными работами в течение семи лет, представители общественности и православного священничества города.